# Morgan's Point
Morgan's Point è un centro abitato degli Stati Uniti d'America situato nella contea di Harris dello Stato del Texas.
La popolazione era di 339 persone al censimento del 2010. La cittadina è nota per essere stato il luogo di origine della leggendaria Emily West (Morgan), conosciuta anche come la Rosa Gialla del Texas (The Yellow Rose of Texas).

## Geografia fisica
Morgan's Point è situata a 29°40′35″N 94°59′58″W (29.676368, -94.999580), sulle rive della Galveston Bay in ingresso allo Houston Ship Channel, vicino a La Porte e Pasadena.
Secondo lo United States Census Bureau, ha un'area totale di 1,8 miglia quadrate (4,7 km²), di cui 1,6 miglia quadrate (4,1 km²) di terreno e 0,2 miglia quadrate (0,52 km²), o 8,47%, d'acqua.

## Società

### Evoluzione demografica
Secondo il censimento del 2000, c'erano 336 persone, 111 nuclei familiari e 85 famiglie residenti nella città. La densità di popolazione era di 208,1 persone per miglio quadrato (80,6/km²). C'erano 143 unità abitative a una densità media di 88,6 per miglio quadrato (34,3/km²). La composizione etnica della città era formata dall'88,69% di bianchi, il 4,46% di afroamericani, lo 0,89% di nativi americani, il 4,46% di altre razze, e l'1,49% di due o più etnie. Ispanici o latinos di qualunque razza erano il 12,80% della popolazione.
C'erano 111 nuclei familiari di cui il 19,8% aveva figli di età inferiore ai 18 anni, il 64,9% aveva coppie sposate conviventi, il 9,0% aveva un capofamiglia femmina senza marito, e il 23,4% erano non-famiglie. Il 23,4% di tutti i nuclei familiari erano individuali e il 9,9% aveva componenti con un'età di 65 anni o più che vivevano da soli. Il numero di componenti medio di un nucleo familiare era di 2,32 e quello di una famiglia era di 2,64.
La popolazione era composta dal 32,4% di persone sotto i 18 anni, il 5,7% di persone dai 18 ai 24 anni, il 19,9% di persone dai 25 ai 44 anni, il 28,0% di persone dai 45 ai 64 anni, e il 14,0% di persone di 65 anni o più. L'età media era di 38 anni. Per ogni 100 femmine c'erano 114,0 maschi. Per ogni 100 femmine dai 18 anni in giù, c'erano 102,7 maschi.
Il reddito medio di un nucleo familiare era di 57.917 dollari e quello di una famiglia era di 71.458 dollari. I maschi avevano un reddito medio di 40.313 dollari contro i 30.625 dollari delle femmine. Il reddito pro capite era di 32.446 dollari. Nessuna delle famiglie e il 2,2% della popolazione vivevano sotto la soglia di povertà, incluso no under eighteens e nessuno sopra i 64 anni.